# Deathspell Omega
Deathspell Omega – francuski zespół metalowy, grający black metal.
Deathspell Omega powstał w 1998. Na początku wykonywał black metal w stylu Darkthrone. Przełom nastąpił w 2004 po wydaniu Si Monumentum Requires, Circumspice, na którym dotychczasowy styl grupy został wzbogacony m.in. o elementy chorału gregoriańskiego oraz chóru cerkiewnego. Płyta w zamierzeniu miała stanowić pierwszą część trylogii, kolejna - także pod łacińskim tytułem - ukazała się w 2007.

## Dyskografia

### Albumy studyjne
- 2000 - Infernal Battles
- 2002 - Inquisitors of Satan
- 2004 - Si Monumentum Requires, Circumspice
- 2007 - Fas - Ite, Maledicti, in Ignem Aeternum
- 2010 - Paracletus
- 2016 - The Synarchy of Molten Bones
- 2019 - The Furnaces of Palingenesia
- 2022 - The Long Defeat

### Splity
- 2001 - Clandestine Blaze / Deathspell Omega - Split LP
- 2001 - Sob A Lua Do Bode / Demoniac Vengeance - Split LP z Moonblood
- 2002 - Split z Mütiilation
- 2005 - From The Entrails To The Dirt (Part III) - Split LP z Malicious Secrets
- 2005 - Crushing The Holy Trinity (Part I: Father) - V/A LP wraz z Stabat Mater, Clandestine Blaze, Musta Surma, Mgła and Exordium.
- 2008 - Veritas Diaboli Manet in Aeternum - Chaining The Katechon" - Split EP z S.V.E.S.T.

### Dema
- 1999 - Disciples of the Ultimate Void (Demo)

### Minialbumy
- 2005 - Kénôse (EP)
- 2008 - Mass Grave Aesthetics (EP)
- 2008 - Veritas Diaboli Manet in Aeternum : Chaining the Katechon (EP)
- 2012 - Drought (EP)

### Kompilacje
- 2001 - Black Metal Blitzkrieg End All Life Productions

## Nagrody i wyróżnienia
| Rok  | Kategoria                               | Nagroda                 | Uwagi      |
| ---- | --------------------------------------- | ----------------------- | ---------- |
| 2011 | The Best Black Metal Album (Paracletus) | Metal Storm Awards 2010 | 4. miejsce |